# Аудиенция
Аудиенцията (лат. audientia - слушане, изслушване, от audire - слушам) е официален прием при държавен глава или друго високопоставено лице, заемащо важен пост в управлението на страна, църква или друга институция. 